# 무소의 뿔처럼 혼자서 가라
《무소의 뿔처럼 혼자서 가라》는 대한민국의 작가 공지영이 1993년에 쓴 소설이다. 초판 발간 이후, 현재까지 20여 년간 꾸준히 팔리고 있는 스테디셀러이다. 1995년에 오병철 감독의 영화로 만들어졌으며, 출간이후 연극으로 계속 공연되는 작품이다.

## 내용
혜완, 경혜, 영선은 대학 동창으로 단짝 친구들이다. 각자 지혜롭고 강하며 미래에 대한 꿈을 가지고 있는 그들은 하나같이 행복하지 못한 결혼생활을 하게 된다. 이들은 각자 사회에서 성공을 꿈꾸었지만  자신의 길에서 상처를 받으며 점차 희망을 상실해 간다. 혜완은 작가인데,  사고로 아이를 잃고 남편과 이혼까지 한다. 그는 자립하려고 애쓰지만 내면에서 남자에게 기대려는 의존성을 발견하고 괴로워한다. 경혜는 외적으로는 실력을 갖춘 직업여성이며 가정을 행복하게 꾸리려 하지만 남편과 끊임없이 대립하는 갈등을 겪고 있다. 영선은 자신의 꿈을 포기하고 남편의 성공을 위해 모든 희생을 감당하지만, 결국 그로 인해 자기 실현을 하지 못하고 상실감에 시달린다. 마침내 영선은 스스로 죽음을 선택하고 그녀의 죽음은 혜완과 경혜에게 새로운 자각과 인생을 재출발하는 계기가 된다.

## 제목
『무소의 뿔처럼 혼자서 가라』는 가장 오래된 불교 경전 숫타니파타에서 따온 말이며, 공지영의 저서로 인해 유명한 경구가 되었다. 저자는 “홀로 서지 못해 고통 받는 사람들에 빗대서 쓰면 좋겠다”고 생각해서 제목을 정했지만 출판사에서는 난색을 표했고, 당시 신인 작가 공지영의 고집으로 이 제목이 세상에 나오게 되었다.

## 기타
2011년 1월, MBC <황금어장 - 무릎팍도사>에 출연해 "생활비 마련을 위해 일을 찾고 있던 중 한 출판사에서 300만 원을 줄 테니 글을 써달라고 해서 쓰게 된 작품이 '무소의 뿔처럼 혼자서 가라'였다"며 당시 월세방에서 혼자 딸을 키우며 경제적 어려움을 겪었던 비하인드 스토리를 공개하였다. 2012년 7월에는 뮤지컬로 무대에 올려지기도 하였다.